# Mauricio Morales
Mauricio Geraldiny Morales Olivares (* 7. Januar 2000 in Santiago de Chile) ist ein chilenischer Fußballspieler auf der Position des Mittelfeldspielers.

## Karriere

### Verein
Mauricio Morales debütierte im September 2019 in der Copa Chile für CF Universidad de Chile und unterschrieb im Dezember seinen ersten Profivertrag. Nach seiner Vertragsverlängerung im Juli 2022 wechselte der Mittelfeldspieler im Juli der Folgesaison auf Leihbasis zu Deportes Antofagasta, um mehr Spielpraxis zu sammeln. Im März verlieh ihn La U kurz vor Transferschluss an Unión La Calera.

### Nationalmannschaft
Mauricio Morales wurde 2017 in den Kader der U-17-Nationalmannschaft für die Südamerikameisterschaft nominiert. Chile gelangte als Gruppenzweiter in die Finalrunde, wo das Team Vize-Südamerikameister wurde. Morales absolvierte alle neun Turnierpartien. Anschließend spielte der Mittelfeldspieler zwei Spiele bei der Weltmeisterschaft in Indien, bei der Chile in der Gruppenphase ausschied.